# Orthogonia purpurata
Orthogonia purpurata là một loài bướm đêm trong họ Noctuidae.